# Simon Jocher
Simon Jocher (Schongau, 25 maggio 1996) è uno sciatore alpino tedesco.

## Biografia
Attivo in gare FIS dal novembre del 2011, Jocher ha esordito in Coppa Europa il 9 febbraio 2015 a Oberjoch in slalom gigante, senza completare la prova, in Coppa del Mondo il 1º febbraio 2020 a Garmisch-Partenkirchen in discesa libera (46º), ai Campionati mondiali a Cortina d'Ampezzo 2021, dove si è classificato 16º nel supergigante e 5º nella combinata, e ai Giochi olimpici invernali a Pechino 2022, dove si è piazzato 13º nel supergigante e non ha completato la combinata. Ai Mondiali di Courchevel/Méribel 2023 è stato 29º nel supergigante e 13º nella combinata e a quelli di Saalbach-Hinterglemm 2025 si è classificato 30º nella discesa libera, 18º nel supergigante e 8º nella combinata a squadre.

## Palmarès

### Coppa del Mondo
- Miglior piazzamento in classifica generale: 67º nel 2022

### Coppa Europa
- Miglior piazzamento in classifica generale: 71º nel 2020

### Campionati tedeschi
- 7 medaglie:
  - 2 ori (combinata nel 2021; supergigante nel 2024)
  - 4 argenti (discesa libera, supergigante nel 2021; discesa libera, supergigante nel 2022)
  - 1 bronzo (slalom gigante nel 2017)